# 波利卡爾波夫I-6
波利卡尔波夫I-6是一款苏联1920年代的双翼战斗机原型機。和I-5一样，I-6也是以传统木结构设计而成。I-6的研发同计划相比十分缓慢，总设计师尼古拉·尼古拉耶维奇·波利卡尔波夫以工业破坏罪名被捕，这导致整个计划繼續延误。最终I-6只生产了2架原型机，而I-5则投入量产。

## 设计和研发
I-6的研发始于1928年12月，按当时的计划第一架原型机应在1929年8月1日第一架I-3原型机下线后完成。尽管I-6在初期设计阶段拥有不少特征，包括交错倍半机、单机舱、机翼的布局，它也拥有许多新设计，如采用布里斯托尔·木星九缸单排风冷星型发动机而不是之前型号使用的水冷直列发动机。初期为陆上飞机部（俄语：Otdel Sookhoputnykh Samolyotov）设计，之后改为波利卡尔波夫领导的航空试验一部（俄语：Opytnyy Otdel）设计。它本来是比作I-3型号，但是之后其发展为与混合结构方案的I-5相竞争的木质结构方案。这两型飞机均使用刚刚获得生产许可的木星VI发动机。
I-6拥有椭圆截面半硬壳式机身，表面则使用模制桦木胶合板。虽然发动机被封闭在一个金属罩内，但这比把缸暴露在外更容易冷却。它的双梁翼被胶合板和布包裹住，并采用平凸翼型，内部安装拉线以加固机翼。控制面是由硬铝框架构成的，但表面用布包围起来。使用钢支撑线加固的硬铝制翼间支柱分开双翼，并把上翼和机身连起来，形成泪滴形。其采用的后三点式起落架安装有橡胶减震器。木质的螺旋桨是经过细致调整过的。木星风冷发动机重量轻，因为它既不需要沉重的散热器也不需要冷却液，意味着I-6的空重只有I-3的62%。
由于I-5和I-6均没有在规定的期限完成任务，1929年12月波利卡尔波夫被国家政治保卫局以工业破坏罪逮捕，这导致了I-6的首飞日期推迟至1930年3月30日。不久完成了第二架原型机，这两款飞机均参加了当年在莫斯科的劳动节飞行表演。这款架飞机在苏联成功仿造木星发动机并制成许维佐夫M-22发动机之前一直使用进口发动机。1930年6月13日，一架I-6在试飞中坠毁，飞行员跳伞，根据苏联航空历史学家瓦迪姆·什夫洛夫的观点，飞行员没有任何过失 。
I-5和I-6的飞行性能几乎完全相同，但I-6的回旋时间长达15秒，而I-5只需9.5秒。这两款飞机均装备2挺7.62毫米PV-1轻机枪，但是量产型的I-5原本要装备了4挺，后来的实战表明这对I-5的性能弊大于利。I-5竞争胜利的确切原因尚不得而知，但有可能是由于I-6长达一年的延误。奇怪的是，波利卡尔波夫一直不知道I-5的胜利直到他在1933年被释放，那时已是他最初的死刑判决被改为在劳动集中营监禁十年后了。

## 规格
参考资料：Shavrov, Istoriia konstruktskii samoletov v SSSR do 1938 g.
基本信息
- 机组：1

性能
- 爬升率：10分钟5,000米
- 水平回转时间 15秒

武器

- 2 × 7.62毫米PV-1轻机枪